# Waterschap Het Goed van Ykel
Waterschap Het Goed van Ykel, ook wel het Goed van IJkel of het Goed van Ikkel, is een polder en voormalig waterschap in de Nederlandse provincie Noord-Brabant. Het is onbekend wanneer het waterschap is opgericht. Het waterschap besloeg een gebied ten noordoosten van de plaats Hoeven van 153 bunder, 92 roeden en 11 vierkante ellen. Als oostgrens had het de Laaksche Vaart.
Het Goed van IJkel waterde af via een open verbinding op de Hoevense Beemden. Via de Laaksche Vaart en het Kibbelvaartje kon er water het gebied ingelaten worden. Het bestuur bestond uit een dijkgraaf en een gezworene. In 1932 werd het waterschap opgeheven. Het gebied wordt tegenwoordig beheerd door het waterschap Brabantse Delta.